# Gruppo Mediolanum
Pour l’article homonyme, voir Mediolanum.
Gruppo Mediolanum était un groupe d'entreprises italiennes actives dans le secteur financier.

## Les sociétés du groupe
En Italie :
- Banca Mediolanum S.p.A. (société mère): cotée à la Bourse de Milan et membre du FTSE MIB
- Mediolanum Vita
- Mediolanum Gestione Fondi SGR p.A.
- Partner Time
- Banca Esperia (participation de 48,5 %)
- Mediolanum Comunicazione (Mediolanum Channel)

À l'étranger :
- Fibanc-Mediolanum (Espagne)
- Bankhaus August Lenz (Allemagne)
- Gamax Austria GmbH (Autriche)
- Mediolanum International Life Limited (Irlande)
- Mediolanum International Funds Limited (Irlande)
- Mediolanum Asset Management Limited (Irlande)
- Gamax Management AG (Luxembourg)